# Rafiu Durosinmi
Rafiu Adekunle Durosinmi (Lagos, 1º gennaio 2003) è un calciatore nigeriano, attaccante del Viktoria Plzeň.

## Carriera
Cresciuto nel settore giovanile del Box2Box, nel marzo 2021 viene acquistato dal Karviná, che lo aggrega alle proprie giovanili. Esordisce in prima squadra il 17 ottobre successivo, in occasione dell'incontro di 1. liga perso per 2-0 contro lo Sigma Olomouc. Il 9 gennaio 2023 viene ufficializzato il suo trasferimento al Viktoria Plzeň con la formula del prestito.

## Statistiche

### Presenze e reti nei club
Statistiche aggiornate all'8 marzo 2025.
| Stagione              | Squadra               | Campionato            | Campionato | Campionato | Coppe nazionali | Coppe nazionali | Coppe nazionali | Coppe continentali | Coppe continentali | Coppe continentali | Altre coppe | Altre coppe | Altre coppe | Totale | Totale |
| Stagione              | Squadra               | Comp                  | Pres       | Reti       | Comp            | Pres            | Reti            | Comp               | Pres               | Reti               | Comp        | Pres        | Reti        | Pres   | Reti   |
| --------------------- | --------------------- | --------------------- | ---------- | ---------- | --------------- | --------------- | --------------- | ------------------ | ------------------ | ------------------ | ----------- | ----------- | ----------- | ------ | ------ |
| 2021-2022             | Karviná               | 1L                    | 18+1       | 3+0        | CRC             | 1               | 0               |                    | -                  | -                  |             | -           | -           | 20     | 3      |
| 2022-gen. 2023        | Karviná               | FNL                   | 15         | 3          | CRC             | 4               | 4               |                    | -                  | -                  |             | -           | -           | 19     | 7      |
| Totale Karviná        | Totale Karviná        | Totale Karviná        | 33+1       | 6+0        |                 | 5               | 4               |                    | -                  | -                  |             | -           | -           | 39     | 10     |
| gen.-giu. 2023        | Viktoria Plzeň        | 1L                    | 10+5       | 1+3        | CRC             | -               | -               | UCL                | -                  | -                  |             | -           | -           | 15     | 4      |
| 2023-2024             | Viktoria Plzeň        | 1L                    | 11         | 6          | CRC             | 0               | 0               | UECL               | 8                  | 3                  | -           | -           | -           | 19     | 9      |
| 2024-2025             | Viktoria Plzeň        | 1L                    | 5          | 2          | CRC             | 1               | 1               | UEL                | 3                  | 2                  | -           | -           | -           | 9      | 5      |
| Totale Viktoria Plzen | Totale Viktoria Plzen | Totale Viktoria Plzen | 26+5       | 9+3        |                 | 1               | 1               |                    | 11                 | 5                  |             | -           | -           | 43     | 18     |
| Totale carriera       | Totale carriera       | Totale carriera       | 65         | 18         |                 | 6               | 5               |                    | 11                 | 5                  |             | -           | -           | 82     | 28     |